# 사우디아라비아-인도 관계
사우디아라비아-인도 관계는 인도와 사우디아라비아 간의 양자 관계를 의미한다. 양국 관계는 일반적으로 강력하고 긴밀하며, 특히 상업적 이익 분야에서 견고하다. 사우디아라비아-인도 양자 간 교역액은 2017~18년 회계연도에 274억 8천만 달러에 달했으며, 이는 이전 회계연도의 251억 달러에서 증가한 수치이다. 사우디아라비아의 대인도 수출은 220억 6천만 달러였고, 인도의 대사우디아라비아 수출은 54억 1천만 달러에 달했다.
양국은 특별한 관계를 공유하며, 사우디아라비아는 인도 무슬림들 사이에서 인기 있는 이주 목적지로 여겨져 왔다. 인도 무슬림들은 사우디아라비아와 강한 문화적, 종교적 유대관계를 형성하고 있다.

## 역사
고대 인도와 아라비아 간의 무역 및 문화적 연계는 기원전 3천년경까지 거슬러 올라간다. 서기 1,000년경까지 남인도와 아라비아 간의 무역 관계는 번성하여 아라비아 경제의 중추가 되었다. 아라비아 상인들은 유럽과 인도 간 향신료 무역을 독점하였으나, 유럽 제국주의 세력의 부상으로 그 지위를 잃게 되었다. 인도는 제3사우디국과 처음으로 관계를 수립한 국가 중 하나였다. 1930년대에는 영국령 인도가 나지드에 대한 재정 지원을 통해 크게 후원하였다.
현대 인도와 사우디아라비아 간 공식 외교 관계는 1947년 인도가 독립한 직후 수립되었다. 양국 관계는 지역 문제 협력과 무역 증진으로 인해 크게 강화되었다. 사우디아라비아는 인도에 가장 큰 석유 공급국 중 하나이며, 인도는 사우디아라비아의 7대 무역 파트너 중 하나이자 다섯 번째로 큰 투자국이다.
역사적으로 인도 총리가 사우디아라비아를 방문한 사례는 총 네 차례이다. 자와할랄 네루 (1955년), 인디라 간디 (1982년), 만모한 싱 (2010년), 그리고 나렌드라 모디 (2016년)이다. 양국은 테러와의 전쟁에 대해 유사한 입장을 공유하고 있다. 또한, 인도는 이슬람교가 두 번째로 큰 종교로 자리 잡고 있어 지리적, 인구학적으로도 긴밀한 연결고리를 가지고 있다. 인도의 무슬림 인구는 세계에서 두 번째로 많아 매년 수많은 인도 순례자들이 우므라와 하즈를 위해 사우디아라비아를 방문하고 있다.

## 배경
1947년 독립 이후, 인도는 서아시아에서 중요한 지역 강국이자 무역 거점인 사우디아라비아와의 강력한 관계 유지를 추구해왔다. 1955년 11월, 사우디아라비아의 사우드 국왕이 인도를 방문했을 때, 양국은 평화 5원칙에 기반한 관계 수립에 합의하였다. 사우디아라비아에는 140만 명이 넘는 인도 노동자들이 거주하고 있다. 인도는 소련이 지원한 아프가니스탄 민주공화국을 인정한 유일한 남아시아 국가였던 반면, 사우디아라비아는 파키스탄을 거점으로 소련과 아프간 공산 세력에 맞서 싸운 아프가니스탄 무자헤딘의 주요 후원국 중 하나였다.

## 양자 투자
인도와 사우디아라비아는 모두 개발도상국으로서 인프라와 개발 분야에서 양방향 투자 흐름이 필요하다. 1991년 인도의 자유화 정책 이후 양국 간 양자 투자에서 점진적인 성장세가 관찰되었으며, 새로운 천년기에 다소 더 빠른 증가가 이루어졌다. 사우디아라비아는 인도 내 국가별 외국인직접투자(FDI) 합작 투자에서 15위에 올라 있으며, 아랍 국가 중에서는 아랍에미리트에 이어 두 번째이다. 2004~05년부터 2007~08년 사이 사우디아라비아는 FDI 합작 투자에서 2,155만 달러의 가치를 기록했다. 또한, 사우디아라비아는 인도 내 주요 FDI 투자국 중 하나로, 1991년 8월부터 1999년 12월까지 4억 2,200만 루피 (약 500만 달러), 2000년 1월부터 2008년 8월까지 6억 9,100만 루피 (약 820만 달러)를 투자했다. 투자는 제지 제조, 화학, 컴퓨터 소프트웨어, 화강암 가공, 산업용 제품 및 기계, 시멘트, 야금 산업 등 다양한 분야에서 이루어지고 있다. 인도 기업들도 새로운 사우디 법률 시행 이후 사우디 시장에 관심을 보이며 합작 투자 프로젝트 또는 완전 자회사 설립을 추진하고 있다. 사우디 투자청 조사에 따르면 2005년 기준 인도는 사우디아라비아 내에서 3억 400만 사우디아라비아 리얄(SAR) 가치의 56개 FDI 프로젝트를 보유하고 있다. 이들 사업은 경영 및 컨설팅 서비스, 건설 프로젝트, 통신, 정보기술, 제약 등 다양한 부문에 걸쳐 있다. 더불어 여러 인도 기업이 사우디 기업과 협력하여 디자인, 컨설팅, 금융 서비스, 소프트웨어 개발 분야에서 활동하고 있다.

## 같이 보기
- 사우디아라비아의 대외 관계
- 인도의 대외 관계